# Le Bateau de l'espoir

Le Bateau de l'espoir (Safe Harbor) est un téléfilm américain réalisé par Jerry Jameson et diffusé le 30 mai 2009 sur Hallmark Channel.

## Synopsis
Robbie et Doug, mariés depuis une dizaine d'années, s'apprêtent à partir pour un long voyage à bord de leur voilier, mais le juge Roberts, un ami de Doug, leur demande d'héberger pour quelques jours deux jeunes délinquants âgés de 16 ans.

## Fiche technique
- Réalisation : Jerry Jameson
- Scénario : Josef Anderson
- Durée : 88 minutes
- Pays :  États-Unis

## Distribution
- Treat Williams : Doug
- Nancy Travis : Robbie
- Orson Bean : Juge
- Reiley McClendon : Luke
- Charlie McDermott : David Porter
- Cameron Monaghan : Larry Parker
- Kim Morgan Greene : Jennifer
- Blake Hood (en) : Randy
- Sam Jones III : Billy
- Jim O'Heir : M. Cook
- Myra Turley (en) : Linda Rawlings
- Justin Alston : Garde
- Daniel Berilla : Enfant
- John Colton : Frank Lenza
- Pamela Gray : Alice
- Maitland McConnell : Charlotte
- Jimmy Ortega : Shérif
- Dan Paulson : Chuck
- Marti Rich : Amie de Robbie
- Krista Ryan : Avocate
- Alison Woods : Amanda